# Portola
Portola é a única cidade localizada no estado americano da Califórnia, no condado de Plumas. Foi incorporada em 16 de maio de 1946.

## Geografia
De acordo com o United States Census Bureau, a cidade tem uma área de 14 km², onde todos os 14 km² estão cobertos por terra.

### Localidades na vizinhança
O diagrama seguinte representa as localidades num raio de 16 km ao redor de Portola.

## Demografia
Segundo o censo nacional de 2010, a sua população é de 2 104 habitantes e sua densidade populacional é de 150,16 hab/km². Possui 1 134 residências, que resulta em uma densidade de 80,93 residências/km².